# Susani (okręg Arad)
Susani – wieś w Rumunii, w okręgu Arad, w gminie Ignești. W 2011 roku liczyła 204 mieszkańców. 